# Langflossen-Harnischwels
Der Langflossen-Harnischwels (Sturisomatichthys festivus) gehört zur Ordnung der Welsartigen, ihre Familie ist die der Harnischwelse (Loricariidae). Ihr natürlicher Lebensraum ist das Becken des Maracaibo-Sees in Venezuela. Langflossen-Harnischwelse erreichen eine Länge von bis zu 30 Zentimetern. In Zoohandlungen wird dieser Fisch meistens als Goldbartwels (Sturisomatichthys aureus) angeboten.

## Paarungsverhalten
Das Weibchen gesellt sich zu einem in der Strömung liegenden Platz, der von dem Männchen ein bis zwei Tage vorher ausgesucht und gereinigt worden ist. Dort angekommen, platziert sich das Männchen etwas unterhalb des Weibchens, beide rutschen dann mit ruckartigen Bewegungen über den besagten Laichplatz. Dies gehört schon zur Balz, dient aber auch weiterhin zur Reinigung des Laichplatzes, weil bei beiden ein kräftiges Saugen des Mauls zu beobachten ist. Dieses Ritual zieht sich über Stunden hin, dann schießt das Männchen plötzlich seitlich am Weibchen vorbei und platziert sich schräg darüber. Mit Druck von oben bringt er das Weibchen dazu, die Eier herauszupressen. Diese Prozedur wiederholt sich stetig, jedoch in unterschiedlichen Zeitintervallen. Nach der Ablage befruchtet das Männchen die Eier und übernimmt für 7 bis 8 Tage die Pflege und Bewachung des Geleges ohne Unterstützung des Weibchens.

## Aquaristik
Die Fische sollten in Aquarien von mindestens einem Meter Länge gehalten werden. Die Wassertemperatur muss zwischen 22 und 26 °C und der pH-Wert zwischen 6,5 und 7,5 liegen. Es soll, wie bei anderen Welsarten auch, eine Wurzel im Becken vorhanden sein.